# Толука
Толука (ацт.Tōllohcān; отоми Nzehñi; масауа Zúmi; шп. Toluca) је град у Мексику у савезној држави Мексико. Према процени из 2005. у граду је живело 467.712 становника.

## Становништво
Према подацима са пописа становништва из 2010. године, град је имао 489.333 становника.
| 1990.   | 1995.   | 2000.   | 2005.   | 2010.   |
| ------- | ------- | ------- | ------- | ------- |
| 327.865 | 368.384 | 435.125 | 467.712 | 489.333 |

## Партнерски градови
- Кожани
- Саитама
- Urawa
- Ла Вега
- Нови Сад
- Suwon
- Халапа
- Бреша
- Форт Ворт
- Рамала
- Тихуана
- Лорјан